# Miracle's Boys
Miracle's Boys fue una serie de televisión estadounidense producida para el canal Noggin. Estaba dirigida a los adolescentes y se emitía durante el bloque de programación nocturna de Noggin, conocido como The N. La serie comenzó a producirse en junio de 2004 y se estrenó el 17 de diciembre de 2004 con un especial entre bastidores llamado "The Making of a Mini-Series". El programa se estrenó oficialmente el 18 de febrero de 2005 y se extendió durante una temporada compuesta por siete episodios. Entre sus directores figuran Spike Lee, Bill Duke, Ernest Dickerson, LeVar Burton y Neema Barnette.

## Sinopsis

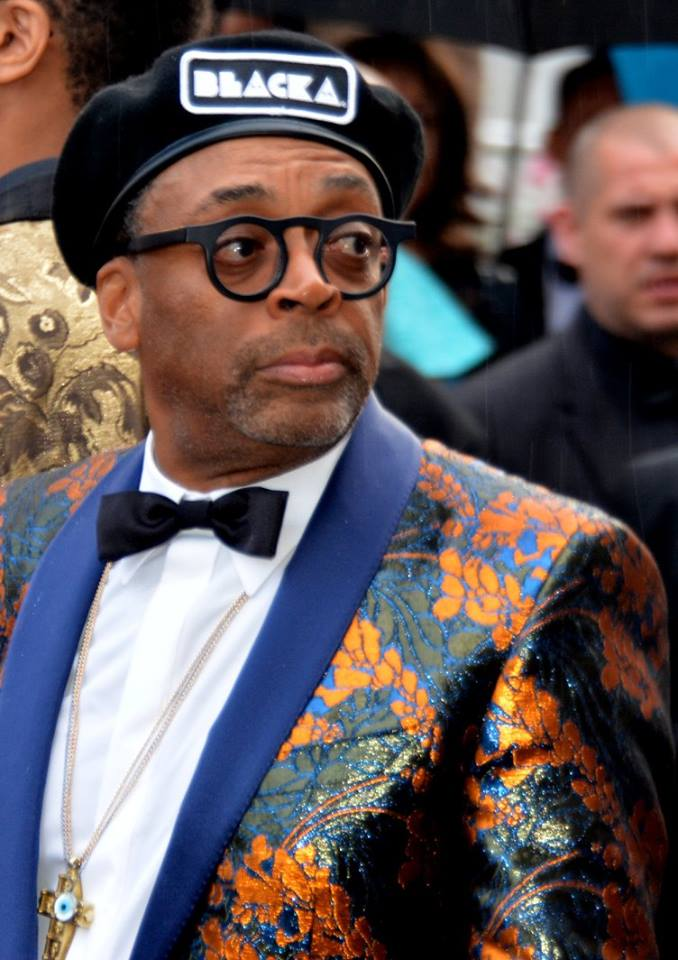
Spike Lee dirigió tres episodios de la serie

La serie relata la vida de dos adolescentes y su hermano mayor, que tiene que hacerse cargo de los chicos tras la muerte de sus padres. Ty'ree, de veintiún años, es gerente de la sala de correo de una editorial. Fue aceptado en el MIT antes de los acontecimientos de la serie, pero tuvo que declinar para criar a sus hermanos menores. Charlie acaba de salir de un centro de detención de menores y está enfadado con el universo. Antes era un ávido amante de las mascotas y un fanático del béisbol, pero la vida entre rejas le ha cambiado. Lafayette, el menor de los hermanos Bailey, ama y respira béisbol. Sin embargo, su juego se ha desviado desde la muerte de su madre. Llega a jugar un partido de campeonato, en el que se enfrenta a un equipo de estrellas de Greenwich Village. La serie sigue a los chicos a través de las dificultades de crecer solos.

## Reparto
- Pooch Hall es Ty'ree
- Sean Nelson es Charlie
- Julito McCullum es Lafayette
- Jorge Posada y Tiki Barber son los entrenadores
- Jordan Puryear es Angelina
- Sasha Toro es Tamara
- Nancy Ticotin es Miracle